# Dikkenek
Dikkenek è un film del 2006 diretto da Olivier Van Hoofstadt.
Secondo la definizione data nell'introduzione della pellicola, Dikkenek è un'espressione tipica di Bruxelles riconducibile al francese gros cou (in italiano grande collo), ovvero, riferito a una persona, millantatore, borioso.
I due personaggi che incarnano tale atteggiamento sono il protagonista Jean-Claude, interpretato da Jean-Luc Couchard, e Claudy, interpretato da François Damiens. Nel cast sono presenti anche Marion Cotillard e Mélanie Laurent. 

## Trama
Le vicende si sviluppano soprattutto a Bruxelles e, in parte minore, nel Belgio fiammingo. Jean-Claude (Jean-Luc Couchard) è uno sciupafemmine, molto vanitoso, ma desideroso di aiutare l'amico d'infanzia Stef (Dominique Pinon) a trovare l'amore. Il protagonista si invaghisce della giovane studentessa e modella Natacha (Mélanie Laurent), mentre Nadine (Marion Cotillard), insegnante con problemi di droga amica della stessa Natacha, fa innamorare Stef.